# سناء موسى
سناء موسى (1979 -) هي فنانةٌ فلسطينية، تشتهر بتقديم العديد من الأغاني الفلكلورية والتراثية الفلسطينية، بدأت مسيرتها الفنية عام 2003 وفي عام 2008 قامت بتأسيس فرقة "نوى أثر"، وصدر لها عدة البومات غنائية وأحيت العديد من الحفلات والمهرجانات حول العالم.

## حياتها ونشاتها
من مواليد قرية دير الأسد في الجليل شمالي فلسطين.

## لونها الفني
تندرج سناء تحت عنوان المدرسة الكلاسيكية وهي مدرسة تقدّم القوالب من خلال الارتكاز على الصوت المنفرد (صولو) مع الآلات الموسيقية وليس أداء جماعي لعدة مؤدين يغنون بنفس الوقت.

## نشاطها الفني
في عام 2003 تدربت وغنت في جوقة مركز الأرموي (مركز موسيقى المشرق) بإشراف الأستاذ خالد جبران. وفي عام 2004 بدأت بتقديم العروض الكلاسيكية والتراثية بالعديد من المهرجانات في أوروبا والعالم العربي من خلال التفاعل مع مجموعة من الموسيقيين الكلاسيكيين. في عام 2008 أسست فرقة “نوى أثر”، وهو اسم فارسي لمقام موسيقي أخّإذ تندر الاستعانة به في الموسيقى العربية. وقد قدّمت الفرقة الأغاني الشعبية التي تعد جزءً من الذاكرة الفلسطينية بطريقة جديدة مع المحافظة على طابعها الشرقي الأصيل.

## الرؤية والأبحاث في التراث
عرف عن سناء تقديمها للموروث الفلسطيني غير الشائع، والبحث عن المحاور غير المطروقة، والتنقيب عن الموسيقى والأغاني والتراث الفلسطيني القديم. أعادت قولبة وتقديم العديد من المضامين الموسيقية والغنائية بأسلوب جديد، ما ساعد على إشهار مشروعها الموسيقي على نطاق واسع، فقدمت مئات العروض الموسيقية التي ساهمت في نشر التراث الفلسطيني خارج فلسطين وداخلها.  
تعتبر سناء الأغاني التراثية مضامين ثقافية وكتباً معرفية تسرد الأغاني طقوس الزرع والحصاد وصلاة الاستسقاء وغيرها من الطقوس، وتوثق المراحل السياسية المختلفة كفترة السفربرلك إلى فترة الاحتلال البريطاني وغيرها من الأغاني المرتبطة بثقاقة الجماعة. 
تجري سناء منذ عام 2005 أبحاثاً ميدانية بمنهجية علمية إنثروبولوجية لجمع مواد تعتمد عليها مشاريعها الموسيقية، وما زالت تعمل على توثيق هذا الموروث في المخيمات الفلسطينية في الوطن والشتات. 

### أهم العروض الفنية
مثّلت سناء فلسطين عام 2005 في بلجيكا بمهرجان صوت المرأة (3000 آلاف شخص) حيث اختارت كل من الدول المشاركة (20) مغنية لتمثيله بأمسية غنائية أو عمل فني، بعد العرض قدمت سناء ورشة عمل بخصوص الأغنية التراثية الفلسطينية للفنانات المشاركات من الدول المختلفة.
في حزيران 2008 تلقت سناء من ملك المغرب محمد السادس ومن وزارة الثقافة المغربية دعوة لتمثيل فلسطين بمهرجان صوت المرأة في تطوان، وشاركت في ذات المهرجات الفنانة ماجدة الرومي والفنانة أسماء لمنور والفنانة الإسبانية استريلا مورنتيه وغيرهن. في تشرين أول 2009 قدمت سناء ضمن تظاهرة القدس عاصمة الثقافة العربية عرضاً مدته الساعة والنصف في صالة معهد العالم العربي في باريس.

## الجوائز والتكريمات
منحت سناء لقب " السيدة إنسانية" من جمعية الفنانين المفتوحة التشيكية والاتحاد العالمي للثقافة، ولقب سفيرة الفنانين الشباب العرب 2021 والممنوح من قبل الأمانة العامة لمجلس الوحدة الإعلامية العربية.

## الأسطوانات
برصيدها اسطوانة (demo) - هومايون ، بالشراكة مع الفنانين يوسف حبيش ونزار روحانا بمجموعة من الأغاني الكلاسيكية والتراثية. كما لها اسطوانتين رسميتين: أسطوانة إشراق التي صدرت عام 2010 بمنحة من مؤسسة عبد المحسن القطان، بإشراف الفنان بشارة الخل ومشاركة الفنان محمد موسى، بالإضافة الى خيرة الموسيقيين وأسطوانة هاجس التي صدرت عام 2016 بمنحة من الصندوق الثقافي الفلسطيني / وزارة الثقافة الفلسطينية وبالشراكة مع موسيقيين من تونس.

## الأبحاث وبرامج التلفزيون
تعمل الفنانة سناء حالياً على إعداد وتقديم برنامج "ترويدة" على شاشة تلفزيون فلسطين، والذي يتتبع القوالب الغنائية الفلسطينية التراثية، ويبحث في جذورها وسياقاتها الأنثروبولوجية والتاريخية، وذلك من خلال توظيف ملخص سنوات من الأبحاث الميدانية وبالتعاون مع اهم الباحثين في التاريخ الموسيقي والانثروبولوجيا، الأغاني المنتقاة يتم توزيعها، تسجيلها وتصويرها وتقديمها بالتعاون مع أفضل الموسيقيين وطواقم التصوير والإخراج.

## الشراكات والمشاريع
أغاني من بلدي - موسيقى شمال أوروبا، وأغان فلسطينية وعربية، بإشراف الفنان أحمد الخطيب بمشاركة فنانين من خيرة فناني السويد 2019.
الموسيقى الهندية التقليدية تحاور التراث الفلسطيني بدعوة من الفنان العالمي الحاصل على جائزتي الجرامي للتأليف الموسيقي 2008،2010 A.R Rahman.
الفرقة الصوفية بدعوة من الفنان العالمي A.R.Rahman دار الأوبرا في مومباي.
المشاركة بالغناء بإسطوانة ظريف من إنتاج فرقة الفنون الشعبية الفلسطينية، مركز الفن الشعبي بتوزيع وإشراف الفنان الأردني طارق الناصر. 
ثلاثة مقطوعات مغناة بصوتها فيلم Muhammad من إخراج المخرج الإيراني مجيد مجيدي وبالشراكة مع  A.R.Rahman. 
المساهمة في إعداد الموسيقى المرافقة من خلال 5 مقطوعات للمسلسل التاريخي باص 47 بإشراف الفنان محمد موسى والشراكة مع الباحث الشهيد باسل الأعرج.
شارة المسلسل التاريخي الأردني "بوابة إلى القدس": الطريق إلى باب الواد، إخراج رضوان شاهين (الاردن). 
شارة القدس عاصمة الثقافة العربية عودة ترجمان. 

### مهرجانات وعروض مثلتها
قدمت سناء العديد من العروض كان من أبرزها:
- دار الاوبرا «كتارا» في الدوحة قطر/ حزيران يونيو 2012
- وطن بيفتح للحرية 2012
- مسرح مكتبة المتحف الوطني الكويت/ أبريل 2012
- احتفالية عيد الميلاد المجيد بالمشاركة مع أوركسترا شباب فلسطين -معهد إدوارد سعيد كنيسة المهد / بيت لحم فلسطين ديسمبر 2011
- احتفالية بمناسبة اليوم العالمي للتضامن مع الشعب الفلسطيني في ستوكهولم في السويد في نوفمبر 2011، وأخرى في فيينا في النمسا في ديسمبر 2011
- حفل نظمته مؤسسة البيت العربي مدريد إسبانيا/ نوفمبر 2011
- عروض ضمن النشاطات الثقافية في شهر رمضان وزارة الثقافة الجزائرية الديوان الوطني للثقافة والاعلام، قاعة الموقار في الجزائر العاصمة، معسكر، بو مرداس، الجزائر / أب أغسطس 2011
- دار الأوبرا في مصر القاهرة/ أب 2011
- جولات عروض في مهرجان الثورات العربية في كل من بيلاريجيا صفاقس سوسة المهديه وقرطاج تونس/ تموز وحزيران 2011
- مهرجان البلد المدرج الروماني عمان الأردن/ تموز 2011
- احتفالية جامعة القدس الثامنة / ابوظبي الإمارات العربية المتحدة/ نيسان 2011
- احتفالية اريحا حضارة وتاريخ 10000 سنة، اريحا فلسطين/ اّذار 2011
- مهرجان حراس الذاكرة، عمان الأردن/ كانون أول 2010
- مهرجان التراث، بيرزيت فلسطين/ كانون أول 2010
- مهرجان التراث رام الله فلسطين/ تشرين 2010
- مهرجان صفة صفة رام الله فلسطين/ اّب 2010
- افتتاح مهرجان سبسطية للسياحة والتراث– سبسطية/نابلس حزيران 2010 (2500 شخص)
- احتفالية يوم الثقافة الفلسطيني - رام الله / آذار 2010
- مهرجان “ليالي الطرب في قدس العرب” في القدس وأريحا / كانون ثاني 2009
- معهد العالم العربي - باريس/ حزيران 2009

اختتام مهرجان مسرح المضطهدين: مسرح عشتار - رام الله/ أيار 2009
- افتتاح احتفالية القدس عاصمة الثقافة العربية من موقع القدس/ آذار 2009
- مهرجان التراث 2009 / بيرزيت

## روابط خارجية
- سناء موسى على موقع IMDb (الإنجليزية)